# Bala and Dolgelly Railway
Die Bala and Dolgelly Railway war eine britische Eisenbahngesellschaft in Wales.
Die Gesellschaft erhielt am 30. Juni 1862 das Recht zum Bau einer Bahnstrecke von Bala nach Dolgellau. In Bala bestand ein Übergang zur Corwen and Bala Railway. Der Betrieb der Strecke erfolgte ab der Eröffnung am 4. August 1868 durch die Great Western Railway. Ab dem 12. Juli 1870 errichtete die Gesellschaft die Verbindung zur Strecke der Cambrian Railways in Penmaenpool, da diese dazu finanziell nicht in der Lage war. Betrieben wurde der Abschnitt jedoch durch die Cambrian Railways. Am 23. Juli 1877 wurde die Bala and Dolgelly Railway von der GWR übernommen.